# Die Frau mit der Handtasche
Die Frau mit der Handtasche (schwedisch Kvinnan med handväskan, auch Tanten med handväskan) ist eine Fotografie, die der Fotojournalist Hans Runesson am 13. April 1985 im schwedischen Växjö aufnahm. Sie zeigt eine Frau, Danuta Danielsson, die einen Neo-Nazi mit einer Handtasche schlägt.

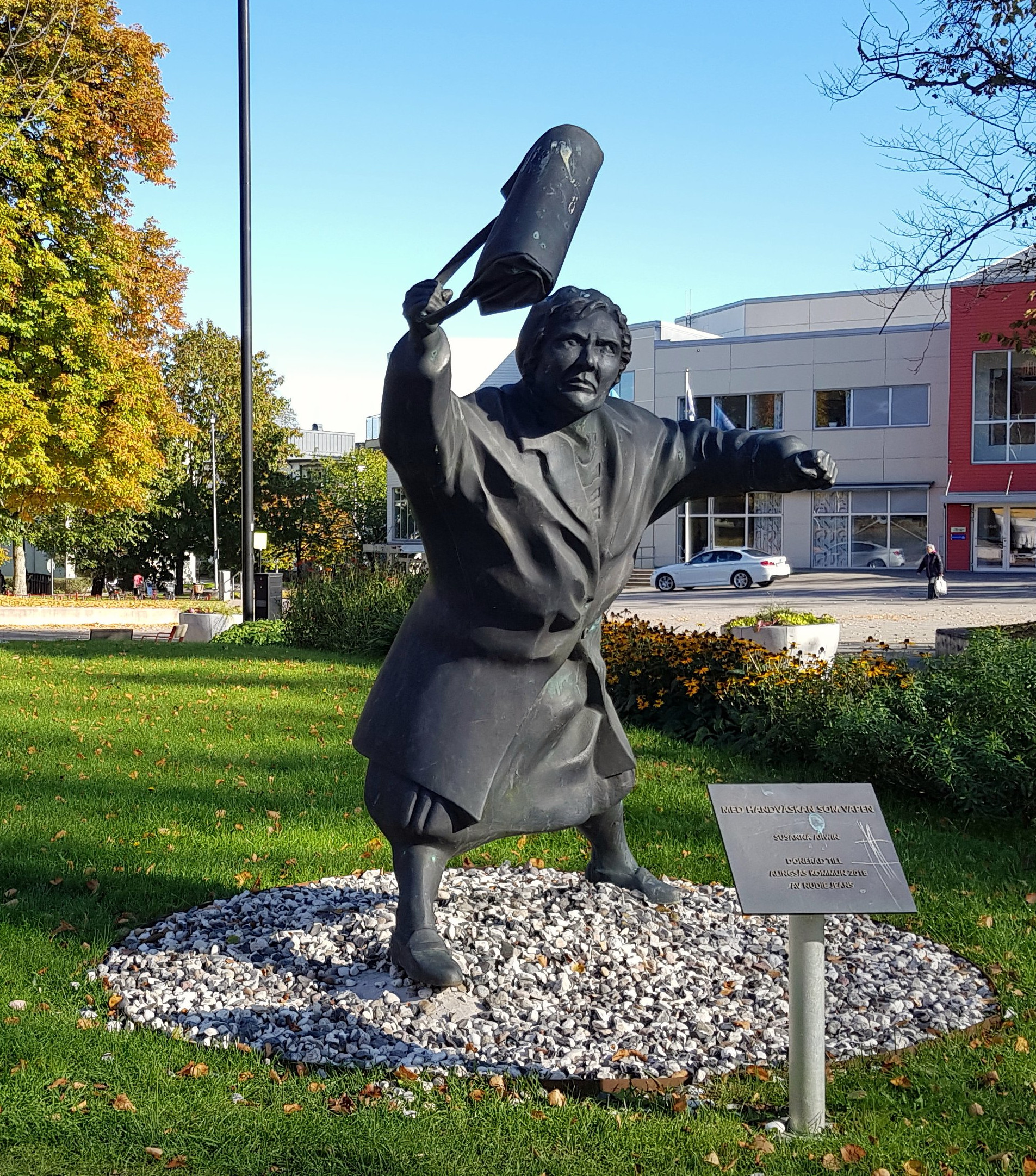
Statue in Alingsås.

Die Szene wurde 1985 in Schweden als Bild des Jahres ausgezeichnet.

## Entstehungsgeschichte und Hintergrund
Das Foto wurde am 13. April 1985 während einer kleinen Demonstration der rechtsradikalen politischen Partei Nordiska rikspartiet im Zentrum von Växjö aufgenommen. Mit Zustimmung der Stadtverwaltung fand der Umzug nur kurz nach einer Demonstration der linken Vänsterpartiet an derselben Stelle statt, bei der Lars Werner gesprochen hatte. Zwischen den beiden politischen Lagern kam es zu Handgreiflichkeiten.

### Die Dargestellten
Die Frau im Foto ist die damals 38-jährige Danuta Danielsson, geb. Seń (1947–1988). Sie war im März 1947 im polnischen Gorzów Wielkopolski als Tochter jüdischer Eltern geboren worden. Ihre Mutter hatte ein Konzentrationslager überlebt, ob Auschwitz oder Majdanek ist unklar.  Im November 1981 heiratete sie Björn Danielsson, im darauffolgenden Jahr zog das Paar nach Schweden. Danielsson war psychisch erkrankt und starb 1988 durch Suizid. Ihre Identität wurde erst 2004 der Öffentlichkeit bekannt.
Der von Danielsson geschlagene Mann wurde als Seppo Seluska identifiziert, ein militantes Mitglied der Nordiska rikspartiet. Er wurde später für den Mord an einem jüdischen homosexuellen Mann verurteilt.

### Historische Einordnung
Die Genehmigung durch den Kulturausschuss der Stadt Växjö für die Demonstration der Neonazis um 12:00 Uhr gilt heute als leichtfertig, weil wenig später eine an gleicher Stelle für 11:00 Uhr angesetzte Kundgebung der Kommunisten gestattet wurde, bei der auch deren Landesvorsitzender Lars Werner sprechen sollte. Für die Stadtoberen waren Gewaltexzesse in ihrer Stadt bis dahin unvorstellbar.

## Denkmal
Anlässlich des 30. Jahrestages des Vorfalls 2015 plante die schwedische Bildhauerin Susanna Arwin die Aufstellung eines lebensgroßen Denkmals auf dem Stortorget, das an Danielssons couragiertes Eintreten gegen die Neonazi-Demonstration vom 13. April 1985 erinnern sollte. Im Februar 2015 wurde jedoch gegen die Aufstellung entschieden. Vor allem Konservative und Grüne sprachen sich dagegen aus. Unter anderem die Stadträtin Eva Johansson fand es bedenklich, dass das Schlagen mit der Handtasche auf den Kopf eines anderen idealisiert werde:

„Aber man muss Andersdenkenden mit Worten begegnen, nicht mit Gewalt.“

Zudem äußerte die Familie der verstorbenen Danielsson ihre Ablehnung, da Danuta Danielsson ihre Darstellung auf dem Foto ablehnte. Als Protest gegen diese Entscheidung wurden viele schwedische Standbilder als Ausdruck der Zustimmung mit Handtaschen verziert, was verschiedene, auch internationale Medien aufgriffen.
Im September 2015 kaufte der schwedische Unternehmer Lasse Diding die Statue und wollte sie der Stadt Varberg spenden. Das städtische Kulturgremium lehnte jedoch ab. Heute steht die Statue im Garten von Didings Villa Wäring in Varburg. Eine zweite Statue wurde in Alingsås enthüllt.